# Sinfonía n.º 6 (Prokófiev)

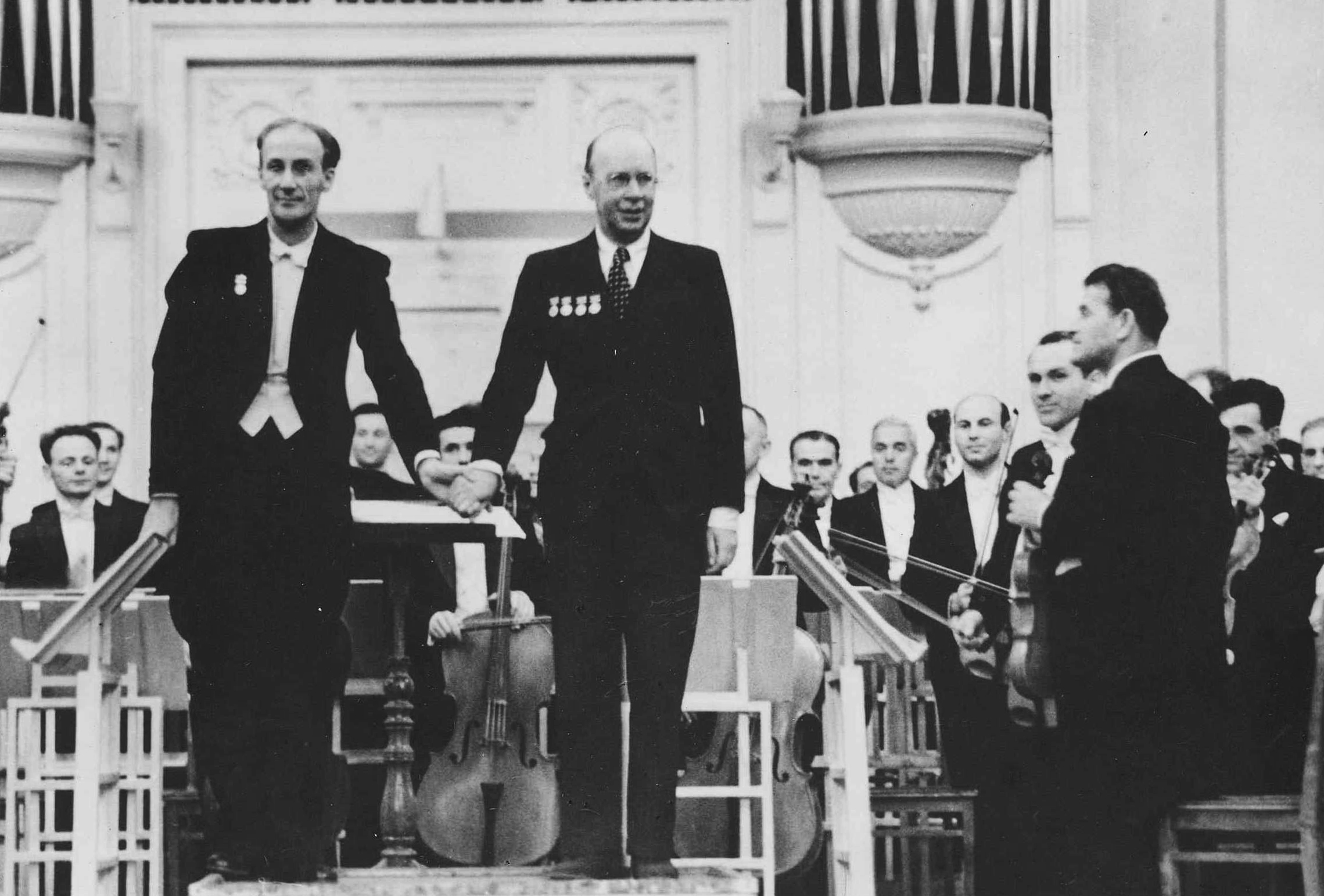
Mravinsky y Prokófiev saludando juntos tras el estreno mundial del Op. 111 en 1947.

La Sinfonía n.º 6 en mi bemol mayor, Op. 111 fue compuesta por Serguéi Prokófiev entre 1945 y 1947.

## Historia

### Composición
En 1945 Prokófiev había sufrido un accidente, una caída provocada por un grave infarto que le produjo una conmoción cerebral. Más tarde sufrió un derrame cerebral y su salud se resintió durante los ocho años que le quedaban de vida. El maestro ruso ya no podía dirigir y componer se hizo cada vez más difícil. Sin embargo, consiguió seguir trabajando hasta su muerte.
La composición de este opus se desarrolló entre 1945 y 1947. Comenzó a trabajar en ella poco después del accidente. De hecho, la obra se esbozó en el verano de 1945. Pero otros proyectos exigieron el tiempo del compositor y la sinfonía no se orquestó hasta dos años más tarde. Comparte número de opus con la última sonata para piano de Beethoven, y se dice que Prokófiev, profundamente influido por el genio de Bonn y en concreto por dicha sonata, pensó en dedicar esta sinfonía a Beethoven. No obstante, la Sinfonía n.º 6 debe más a las sinfonías anteriores de Prokófiev que a Beethoven. Está especialmente próxima a su Sinfonía n.º 5. Las dos obras son casi idénticas en cuanto a instrumentación y similares en textura y carácter.
El musicólogo soviético Israel Nestyev recordó que en octubre de 1947 el compositor le había dicho que la sinfonía había sido concebida como una reflexión sobre la destrucción de la recién concluida Gran Guerra Patria:

«Ahora nos alegramos de nuestra gran victoria, pero cada uno de nosotros tiene heridas que no pueden curarse. Uno ha perdido a sus seres queridos, otro ha perdido la salud. Esto no debe caer en el olvido.»

### Estreno y publicación
El estreno se celebró el 11 de octubre de 1947 en la Gran Sala de Leningrado, con la interpretación de la Orquesta Filarmónica de Leningrado bajo la dirección de Yevgueni Mravinski. La sinfonía se escuchó por primera vez al final de un programa que también incluía música de Chaikovski. Tras el concierto, Mravinsky les confesó al compositor y a su esposa Mira Mendelson que la interpretación de la pieza se había visto empañada por una serie de percances instrumentales que le habían dejado descontento y sin poder dormir. La noche siguiente, tras asistir a una representación de su ópera Guerra y paz en la Ópera del Kirov, Prokófiev salió con su acompañante para escuchar la segunda interpretación de su Sinfonía n.º 6. Esta vez la orquesta interpretó la partitura de forma impecable. Prokófiev y Mravinsky levantaron el telón varias veces entre aplausos y fueron fotografiados juntos.
La primera edición de esta obra fue llevada a cabo por la editorial Anglo-Soviet Music Press en 1949 en Londres.

## Instrumentación
La partitura está escrita para una orquesta formada por:
- Viento madera: 1 flautín, 2 flautas, 2 oboes, 1 corno inglés, 1 clarinete piccolo en mi bemol, 2 clarinetes, 1 clarinete bajo, 2 fagotes, 1 contrafagot.
- Viento metal: 4 trompas, 3 trompetas, 3 trombones, 1 tuba.
- Percusión: timbales, bombo, caja, platillos, tam-tam, caja china, pandereta, triángulo.
- Teclado: piano, celesta.
- Cuerda: arpa y una sección de cuerdas con violines I y II, violas, violonchelos y contrabajos.

## Estructura y análisis
La sinfonía consta de tres movimientos:
- I. Allegro moderato, en mi bemol menor y termina en mi bemol mayor 6
8
- II. Largo, en la bemol mayor 4
4
- III. Vivace, en mi bemol mayor 2
4

La interpretación de esta obra dura aproximadamente entre 40 y 45 minutos. Se estructura en tres movimientos, en lugar de los cuatro habituales. La forma sugiere la sinfonía preclásica, una obra con dos movimientos exteriores rápidos y uno central lento. El propio compositor comentó la austeridad del primer movimiento y las similitudes entre el tercer movimiento de esta obra y el estilo de su Sinfonía n.º 5  en una breve descripción de la sinfonía que preparó antes de su estreno mundial:

«El primer movimiento es agitado, a veces lírico, a veces austero; el segundo movimiento, Largo, es más brillante y melodioso; el Finale, rápido y en tonalidad mayor, tiene un carácter cercano al de mi Sinfonía n.º 5, salvo por las reminiscencias de los austeros pasajes del primer movimiento.»

### I.Allegro moderato
El primer movimiento, Allegro moderato, empieza en la tonalidad de mi bemol menor y termina en mi bemol mayor. El compás es 6/8 y sigue la forma sonata-allegro. Para ser un movimiento de apertura, es un poco lúgubre, con temas nostálgicos y un cortejo fúnebre recurrente. No obstante, el lirismo que se asocia con parte de la música de Prokófiev sigue presente. Se abre de forma oscura y severa (a diferencia de su célebre predecesora, la Sinfonía n.º 5 de 1944, o su sucesora, la Sinfonía n.º 7 de 1952, la última del compositor), en las cuerdas graves. La primera idea sugiere más una gigantesca bestia subterránea al acecho que los campos de maíz bañados por el sol de los sueños oficiales soviéticos. Cuando le sigue un tema suave, inocentemente lírico, uno podría sospechar que se está interpretando una astuta parodia. Pero esa melodía en 6/8 se convierte de hecho en el tema principal del movimiento, desarrollado de una manera que recuerda a Gustav Mahler (un compositor más comúnmente asociado con Dmitri Shostakóvich), transformado en algo ligeramente amenazador. El movimiento, como gran parte de la sinfonía, es inquieto, inquietante en la amplia gama de emociones y tonalidades que presenta.

### II.Largo
El segundo movimiento, Largo, está en la bemol mayor y en compás de 4/4. El ambiente del movimiento inicial se mantiene a través de timbres oscuros, material temático solemne y dinámicas suaves. Empieza con un grito desde el corazón, que se acerca a la histeria cuando las maderas empiezan a chillar. Pero de nuevo rompe la tensión una melodía contrastante, anunciada por las cuerdas graves, un "tema de amor" al estilo de su ballet Romeo y Julieta.

### III.Vivace
El tercer y último movimiento, Vivace, retoma la tonalidad inicial y el compás es 2/4. Con este Finale rápido la obra se anima considerablemente, ya que Prokófiev utiliza ritmos de danza y una marcha para vigorizar los temas finales. Arranca en la vena divertida más pura del compositor, con un papel similar al de Pedro y el lobo para el clarinete hasta que, con la sutileza de un maestro, el segundo tema del primer movimiento en su parte menos frívola comienza a burbujear en la superficie. A continuación se reintroduce el material del Vivace. Los temas del movimiento inicial vuelven recontextualizados en una coda final. La sinfonía termina con una alegre nota de mi bemol.
Durante los ensayos de la sinfonía, Prokófiev describió a su esposa las "reminiscencias" que aparecen cerca de la coda del Finale como "preguntas lanzadas a la eternidad". Después de que ella le pidiera repetidamente que explicara su significado, el compositor respondió: "¿Qué es la vida?". Por su parte, Nestyev describió el Finale como "en el espíritu de Mozart o Glinka", pero que su ánimo alegre se disipaba con la invasión de un "titán" cuyas "fanfarrias incesantemente repetidas" despertaban las sonoridades trágicas de la apertura de la sinfonía.

## Recepción de la obra
La sinfonía fue, sorprendentemente, bien recibida por la prensa y los comisarios culturales tras su primera representación en 1947. Un mes más tarde en el momento del estreno en Moscú la actitud oficial hacia las artes y los artistas había cambiado drásticamente. Stalin, sin saberlo, rindió a los artistas el gran tributo de temer su influencia. El tristemente célebre Congreso de Compositores presidido por Andréi Zhdánov, el verdugo artístico de Stalin, estaba tomando forma y condenaría al infierno a la música y a los músicos que no se adhirieran a ciertas directrices sobre lo que era "moralmente aceptable". Como anticipo del Congreso, la Sinfonía n.º 6 fue recibida con frialdad en Moscú. Más tarde, tanto ella como su compositor serían denunciados mordazmente por haber cometido el pecado capital de crear un arte "antisoviético", es decir, deprimente o insuficientemente optimista.
En 1948 la Comisión Central del Partido Comunista había condenado a la mayoría de los principales compositores soviéticos, acusándoles de decadencia. Prokófiev, por su parte, tuvo suerte: debido a su mala salud y a su falta de participación en organizaciones oficiales, sufrió menos que sus colegas. Aunque la Sinfonía n.º 6 no estaba entre las condenadas en 1948, no gozaba del favor del Partido. Diez años más tarde, sin embargo, Prokófiev fue "reivindicado póstumamente" y se restableció su evaluación favorable.

## Discografía selecta
- 1985 – Neeme Järvi, Royal Scottish National Orchestra (Chandos).
- 1994 – Andrew Litton, Orquesta Filarmónica de Bergen (BIS).[7]
- 2021 – Vasili Petrenko, Orquesta Filarmónica de Oslo (Lawo Classics LWC1215).[8]